# Astragalus ordosicus
Astragalus ordosicus är en ärtväxtart som beskrevs av Hiang Chian Fu. Astragalus ordosicus ingår i släktet vedlar, och familjen ärtväxter. Inga underarter finns listade i Catalogue of Life.